# Nipaecoccus ankaratrae
Nipaecoccus ankaratrae är en insektsart som först beskrevs av Mamet 1954.  Nipaecoccus ankaratrae ingår i släktet Nipaecoccus och familjen ullsköldlöss.
Artens utbredningsområde är Madagaskar. Inga underarter finns listade i Catalogue of Life.